# Faro di Coquet
Il faro di Coquet è situato sull'omonima isola (Coquet Island) nel Mare del Nord 1,2 chilometri al largo di Amble by the Sea, nel Northumberland, Inghilterra.
Progettato dall'ingegnere capo di Trinity House James Walker (già progettista dei primi due fari di Bishop Rock e di quello di Godrevy Island), si tratta di una massiccia torre in arenaria alta 22 metri, a pianta quadrata, i cui muri sono spessi oltre un metro. La lanterna è posizionata sulla terrazza in cima alla torre, circondata da un parapetto merlato che conferisce al faro un aspetto da fortezza. La parte alta della torre è bianca e adiacente ad essa si trova la casa dei guardiani.

## Storia
Il faro di Coquet fu ultimato nel 1841 al costo di 3268 sterline. Il primo custode in servizio a Coquet Island fu William Darling, fratello maggiore di Grace Darling (1815 – 1842), l'eroina inglese che nel 1838 insieme con il padre William salvò 13 persone dal naufragio della nave SS Forfarshire.
Si racconta che fu proprio durante un viaggio in barca per raggiungere il fratello William a Coquet nell'estate del 1842 che Grace, a causa del freddo subìto, si ammalò o mori di tubercolosi il 20 ottobre dello stesso anno.
Il faro giunse al 1976 senza subire modifiche di rilievo, quando fu elettrificato e successivamente, nel 1990, automatizzato.

## Ottica e segnale
Attualmente il faro è dotato di ottica tipo PRB 21 costruita dalla AGA AB, a lenti fisse di 1ºordine.
Il segnale luminoso, con una portata di 21 miglia nautiche è generato da 12 proiettori sigillati (sealed beam) da 200 W ciascuno ed ha un'intensità di 155 000 candele. La  caratteristica della luce è di tre lampi bianchi in un periodo di 30 secondi, la luce appare rossa (grazie ad una schermatura colorata) quando la si osserva da determinate direzioni per segnalare un maggiore pericolo in alcuni punti. Il filtro rosso riduce la portata del segnale a 16 miglia e l'intensità luminosa a 21830 candele.
Presso il faro è ancora attivo il segnale acustico da nebbia, che emette un suono della durata di 3 secondi ogni 30 secondi.